# Poher communauté
Poher communauté (en breton : Poc'hêr kumuniezh) (anciennement Communauté de communes du Poher, Kumuniezh kumunioù ar Poc'hêr) est une communauté de communes française regroupant 11 communes des départements du Finistère et des Côtes-d'Armor, en région Bretagne. Elle fait aussi partie du Pays du Centre Ouest Bretagne (COB).

## Historique
- 31 décembre 1993 : création de la Communauté de communes du Poher renommée Poher communauté en 2009.
- 1er janvier 2015 : les communes de Plévin, de Tréogan et de Treffrin quittent la communauté de communes du Kreiz-Breizh pour rejoindre Poher communauté[1].
- 1er janvier 2019 : la création de la commune nouvelle de Poullaouen entraîne l'extension de Poher Communauté à l'ancienne commune de Locmaria-Berrien[2].

## Territoire communautaire

### Géographie
Située dans l'est  du département du Finistère, la communauté de communes Poher communauté regroupe 11 communes et s'étend sur 301,2 km2.

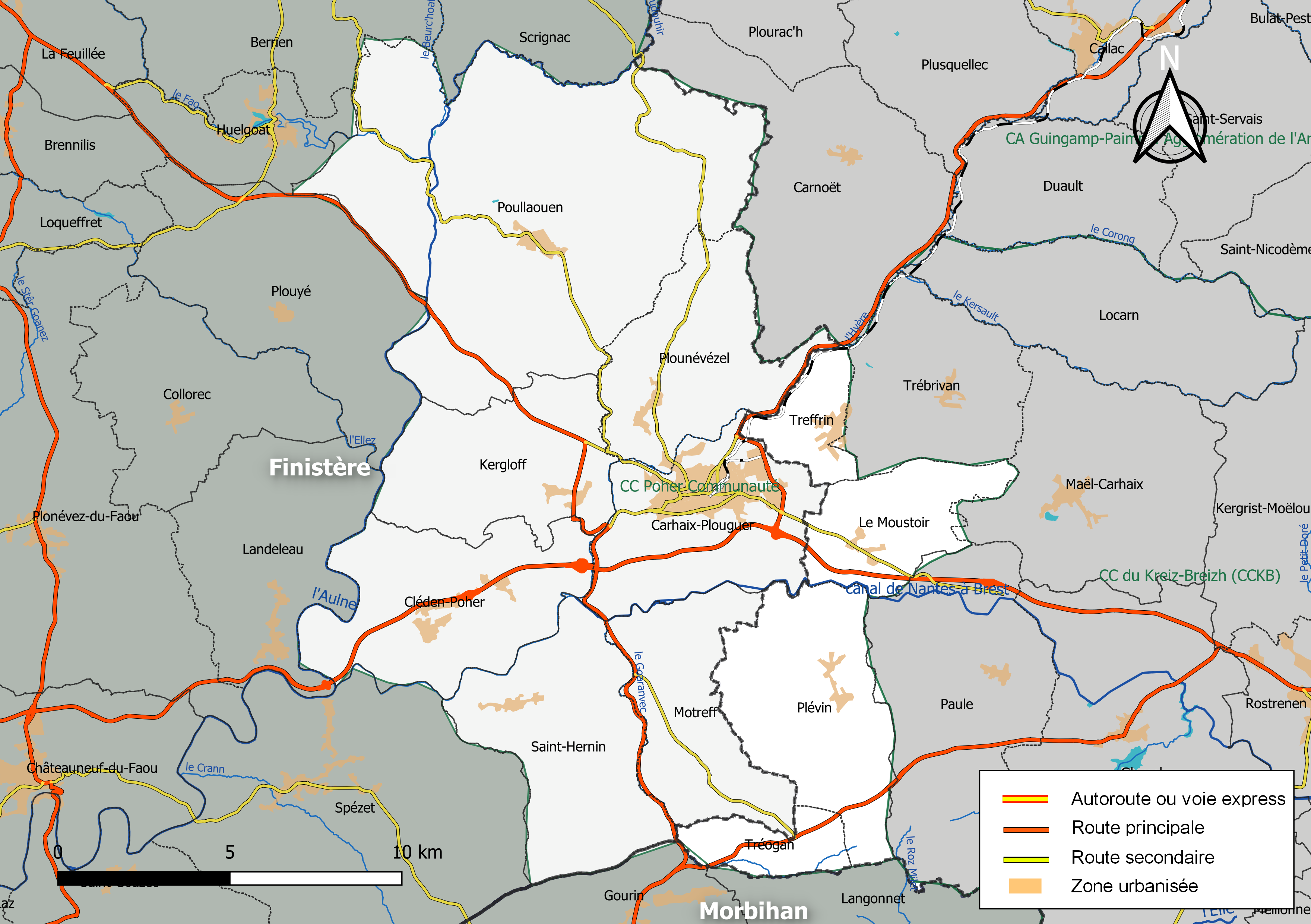
Carte de la communauté de communes Poher communauté au 1er janvier 2019.

### Composition

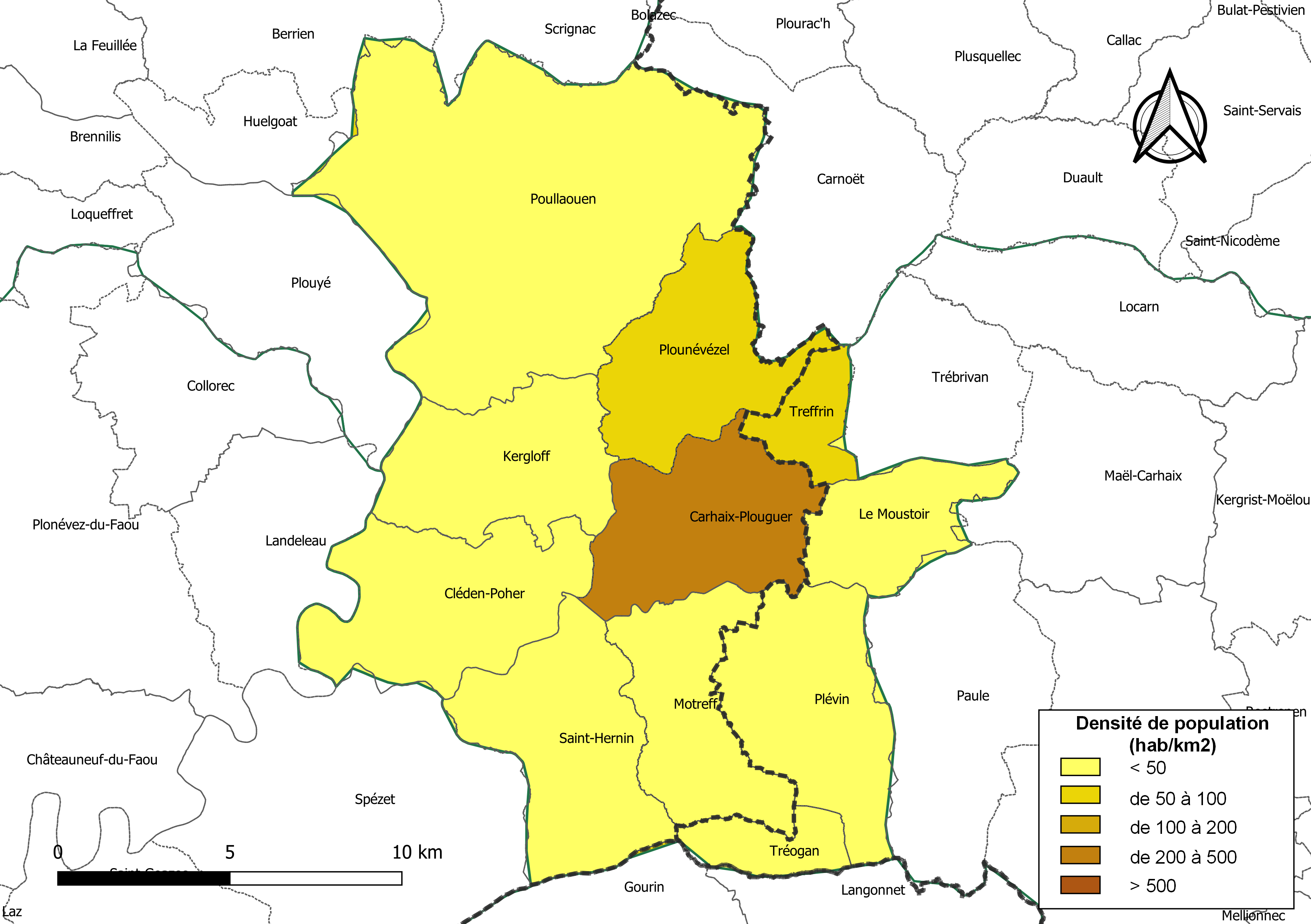
Carte des densités de population (millésimée 2016) des communes de l'intercommunalité Poher communauté. Composition en communes au 1er janvier 2019.

La communauté de communes est composée des 11 communes suivantes :

| Nom                      | Code Insee | Gentilé         | Superficie (km2) | Population (dernière pop. légale) | Densité (hab./km2) |
| ------------------------ | ---------- | --------------- | ---------------- | --------------------------------- | ------------------ |
| Carhaix-Plouguer (siège) | 29024      | Carhaisiens     | 25,81            | 7 326 (2022)                      | 284                |
| Cléden-Poher             | 29029      | Clédinois       | 29,81            | 1 135 (2022)                      | 38                 |
| Kergloff                 | 29089      | Kergloffistes   | 24,94            | 878 (2022)                        | 35                 |
| Motreff                  | 29152      | Motreffois      | 21,59            | 679 (2022)                        | 31                 |
| Le Moustoir              | 22157      | Moustoiriens    | 14,85            | 659 (2022)                        | 44                 |
| Plévin                   | 22202      | Plévinois       | 27,36            | 754 (2022)                        | 28                 |
| Plounévézel              | 29205      | Plounévézéliens | 24,42            | 1 153 (2022)                      | 47                 |
| Poullaouen               | 29227      | Poullaouennais  | 88,56            | 1 466 (2022)                      | 17                 |
| Saint-Hernin             | 29250      | Saint-Herninois | 29,29            | 735 (2022)                        | 25                 |
| Treffrin                 | 22351      | Treffrinois     | 7,47             | 524 (2022)                        | 70                 |
| Tréogan                  | 22373      | Tréoganais      | 7,1              | 107 (2022)                        | 15                 |

### Démographie
| 1968   | 1975   | 1982   | 1990   | 1999   | 2010   | 2015   | 2021   |
| ------ | ------ | ------ | ------ | ------ | ------ | ------ | ------ |
| 15 592 | 15 969 | 16 594 | 16 427 | 15 703 | 16 098 | 15 731 | 15 357 |

## Bureau de la communauté de communes
Composition au 10 avril 2014 :
| Fonction | Nom                   | Autre mandat                           |
| --- | --------------------- | -------------------------------------- |
| Président | Christian Troadec     | Maire de Carhaix                       |
| Vice-président chargé de chargé de l'agriculture, de la transition énergétique et des déchets                              | Didier Goubil         | Maire de Poullaouen                    |
| Vice-président chargé de l'aménagement du territoire et des transports                                                     | Daniel Cotten         | Conseiller municipal de Carhaix        |
| Vice-président chargé de la voirie et des travaux                                                                          | Jacques Quiltu        | Maire de Cléden-Poher                  |
| Vice-président chargé de l’enfance, de la jeunesse et des sports                                                           | Olivier Faucheux      | Conseiller municipal de Carhaix        |
| Vice-président chargé de l'emploi, des infrastructures routières et ferroviaires et de l'aménagement des zones économiques | Xavier Berthou        | Maire de Plounévézel                   |
| Vice-président chargé des ressources humaines                                                                              | Jean-Marc Antoine     | Conseiller municipal de Carhaix        |
| Vice-président chargé de l’aménagement de l’espace et des transports                                                       | Daniel Cotten         | Conseiller municipal de Carhaix        |
| Vice-président chargé du commerce et de l'artisanat                                                                        | Eric Le Louarn        | Conseiller municipal de Saint-Hernin   |
| Vice-président chargé des finances                                                                                         | Daniel Caillarec      | Conseiller municipal de Motreff        |
| Vice-président chargée des nouvelles compétences                                                                           | Marie-Hélène Le Bihan | Maire du Moustoir                      |
| | José Le Guélaff       | Maire de Motreff                       |
| Déléguée à la langue bretonne et aux relations internationales                                                             | Annie Le Guen         | Conseillère municipale de Cléden-Poher |
| Déléguée au logement | Vivianne Moisan       | Conseillère municipale de Poullaouën   |
| Délégué aux nouvelles technologies, au très haut débit et à l’Internet                                                     | Pierrot Belleguic     | Maire de Kergloff                      |

## Compétences
Économie
- aménagement, entretien et gestion des zones d'activités d'intérêt communautaire,
- actions de développement économique,
- gestion de la maison des Entreprises.

Aménagement de l'espace communautaire
- aménagement rural,
- zones d'aménagement concerté d'intérêt communautaire.

Environnement
- programme d'actions pour la protection, l'amélioration, l'initiation, l'interprétation de l'environnement et du cadre de vie,
- gestion d'un service public d'assainissement non collectif (SPANC)

Voirie
- construction, entretien et propreté des voies communales et des chemins ruraux en régie.

Collecte et traitement des déchets
Tourisme
- promotion et animation touristique,
- réalisation de chemins de randonnée et gestion des voies vertes,
- valorisation du patrimoine et des vestiges archéologiques.

Animation Enfance/Jeunesse
- gestion de la Maison de l'enfance, du Claj

Logement social d'intérêt communautaire
Enseignement musical
- école de musique du Poher[6].

Le Transport
- Le service de transport à la demande Taxicom’
- Le service de transport urbain Hep le Bus !
- Le transport scolaire depuis septembre 2013

## Logos

Ancien logo de l'intercommunalité, alors communauté de communes du Poher.
Logo de Poher communauté.